# Paula Molano Ortega
Paula Molano Ortega, (Madrid, España, 19 de noviembre de 1999) es una jugadora española de fútbol sala. Juega de ala-pívot y su equipo actual es el CD Leganés FS de la Primera División de fútbol sala femenino de España.

## Trayectoria
Comenzó jugando en las categorías inferiores del Eureka Fuenlabrada, a la edad de cadete fichó por las categorías inferiores del CD Leganés FS, en donde fue pasando por el resto de equipos del club hasta que en la temporada 2017-18 debuta en primera división en un partido contra el Móstoles, desde la temporada 2020-21 forma parte de la primera plantilla.
Ha jugado también en las diferentes categorías de la selección madrileña de fútbol sala. Ha ganado la liga y copa de Madrid de clubes en cadete y juvenil, además el campeonato de España juvenil de clubes en 2018 y el campeonato universitario en 2021.

## Estadísticas
Clubes
 Actualizado al último partido jugado el 6 de junio de 2023.
| Club | Div.          | Temporada     | Liga  | Liga  | Liga       | Liga      | Copas nacionales(1) | Copas nacionales(1) | Copas nacionales(1) | Copas nacionales(1) | Torneos internacionales(2) | Torneos internacionales(2) | Torneos internacionales(2) | Torneos internacionales(2) | Total(3) | Total(3) | Total(3)   | Total(3)  |
| Club | Div.          | Temporada     | Part. | Goles | Amonestado | Expulsado | Part.               | Goles               | Amonestado          | Expulsado           | Part.                      | Goles                      | Amonestado                 | Expulsado                  | Part.    | Goles    | Amonestado | Expulsado |
| --- | ------------- | ------------- | ----- | ----- | ---------- | --------- | ------------------- | ------------------- | ------------------- | ------------------- | -------------------------- | -------------------------- | -------------------------- | -------------------------- | -------- | -------- | ---------- | --------- |
| CD Leganés FS · España |               |               |       |       |            |           |                     |                     |                     |                     |                            |                            |                            |                            |          |          |            |           |
| 1.ª |               |               |       |       |            |           |                     |                     |                     |                     |                            |                            |                            |                            |          |          |            |           |
| 2017-18 | 1             | 0             | 0     | 0     | -          | -         | -                   | -                   | -                   | -                   | -                          | -                          | 1                          | 0                          | 0        | 0        |            |           |
| 2.ª | 2018-19       |               | -     | -     | -          | -         | -                   | -                   | -                   | -                   | -                          | -                          | -                          |                            | -        | -        | -          |           |
| 2.ª | 2019-20       |               | -     | -     | -          | -         | -                   | -                   | -                   | -                   | -                          | -                          | -                          |                            | -        | -        | -          |           |
| 1.ª | 2020-21       | 20            | 4     | 0     | 0          | 2         | 0                   | 0                   | 0                   | -                   | -                          | -                          | -                          | 22                         | 4        | 0        | 0          |           |
| 1.ª | 2021-22       | 28            | 6     | 0     | 0          | 1         | 0                   | 0                   | 0                   | -                   | -                          | -                          | -                          | 29                         | 6        | 0        | 0          |           |
| 1.ª | 2022-23       | 28            | 4     | 3     | 0          | 1         | 0                   | 1                   | 0                   | -                   | -                          | -                          | -                          | 29                         | 4        | 4        | 0          |           |
| Total club | Total club    | 77            | 14    | 3     | 0          | 4         | 0                   | 1                   | 0                   | -                   | -                          | -                          | -                          | 81                         | 14       | 4        | 0          |           |
| Total carrera | Total carrera | Total carrera | 77    | 14    | 3          | 0         | 4                   | 0                   | 1                   | 0                   | -                          | -                          | -                          | -                          | 81       | 14       | 4          | 0         |
| (1) Incluye datos de Copa de España / Supercopa de España. (2) Incluye datos de Campeonato de Europa de Clubes. (3) No incluye datos de partidos amistosos. |               |               |       |       |            |           |                     |                     |                     |                     |                            |                            |                            |                            |          |          |            |           |

## Palmarés y distinciones
- Campeonato juvenil de España: 1

2018.
- Campeonato de España universitario: 1

2021.